# Hillerød (plaats)
Hillerød is een stad gelegen in het centrum van de Deense provincie Noord-Seeland, gemeente Hillerød. In 2020 telde de stad 33.391 inwoners. Hillerød is tevens de zetel van de Deense regio "Hoofdstad".
In Hillerød staat het kasteel Frederiksborg.

## Geboren
- Carl Edvard Rotwitt (1812), politicus
- Theodor Mortensen (1868), zoöloog
- Max Brüel (1927), jazzmusicus
- Kurt Trampedach (1943), kunstenaar
- Jørgen Marcussen (1950), wielrenner
- Peter Sandvang (1968), triatleet
- Lene Maria Christensen (1972), actrice
- Lotte Jensen (1972), Deens-Nederlands literatuurwetenschapper en publiciste
- Stine Jensen (1972), Deens-Nederlands filosofe en publiciste
- Jesper Mikkelsen (1980), voetballer
- Magnus Bruun (1984), acteur
- Lasse Jensen (1984), golfer
- David Jensen (1992), voetballer
- Jens Odgaard (1999), voetballer
- Andreas Skov Olsen (1999), voetballer
- Kathrine Møller Kühl (2003), voetbalster